# Lagoa da Sapiranga

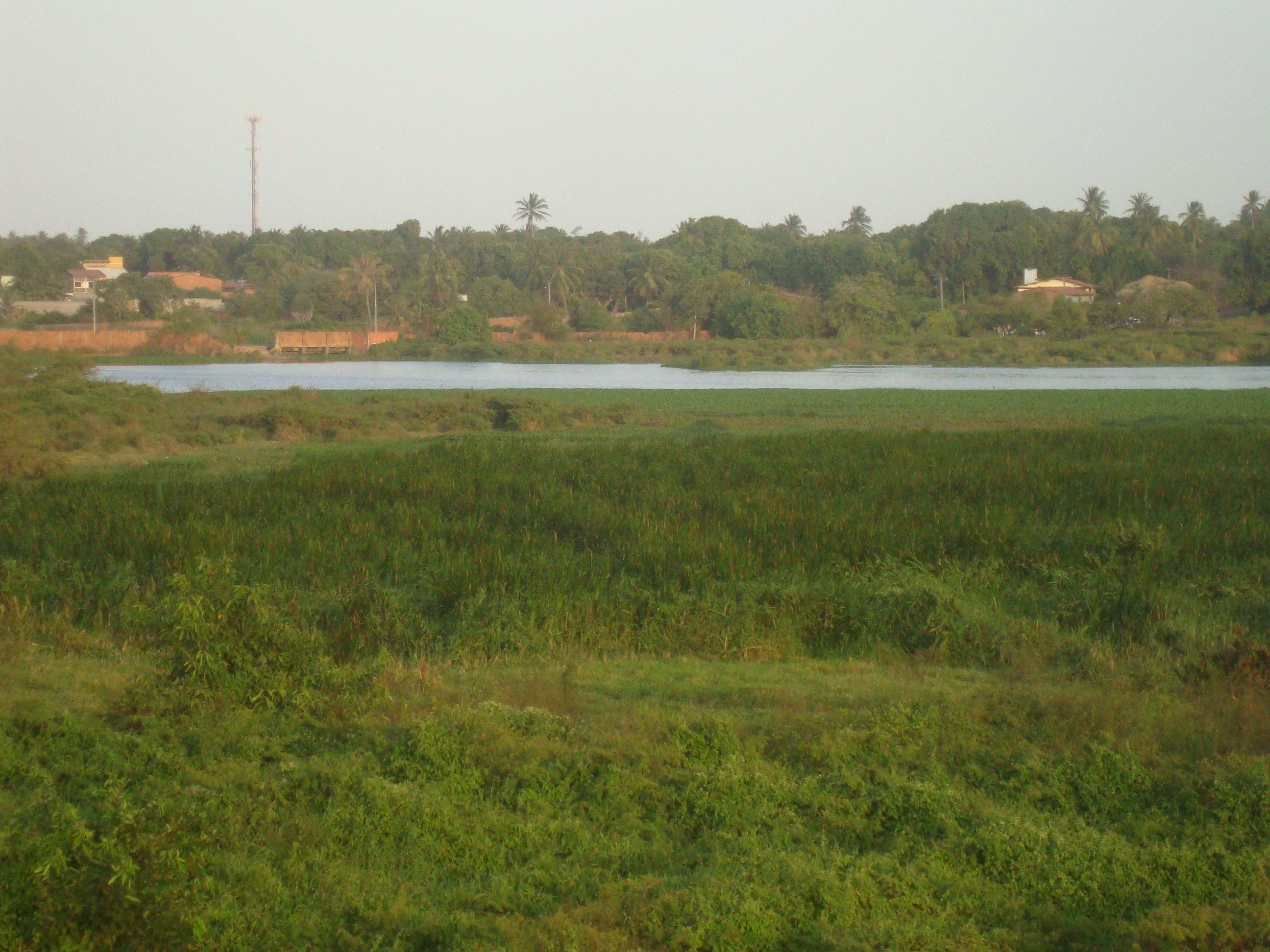
Vista da Lagoa da Sapiranga

Lagoa da Sapiranga é uma lagoa localizada na cidade de Fortaleza, Brasil, no bairro de mesmo nome.